# Заман-Баба
Зама́н-Баба́ — уникальная археологическая находка на территории современного Узбекистана, представляющая собой деревушку и могильник осёдлых скотоводов и земледельцев эпохи ранней бронзы конца III – 1-й половины II тысячелетия до нашей эры у одноимённого озера, в низовьях уже пересохшей реки Махандарья, к западу от Бухарского оазиса. 
Археологами были найдены овальные землянки, использовавшиеся в качестве жилищ, а также захоронения в ямах и катакомбах также овальной формы. Скорченные останки жителей были положены на бок. Первоначальные раскопки проводились под началом Яхъи Гулямовича Гулямова, впоследствии действительного члена Академии наук Узбекской ССР.
Среди погребального инвентаря была обнаружена лепная керамическая посуда разнообразной формы, бронзовые зеркала, лопаточки и ножи, кремнёвые наконечники для стрел, бусы из камня и ряд других бесценных артефактов. 
Заман-Баба относится к начальному этапу осёдлого хозяйства в степях Средней Азии и является предшественником андроновской культуры.